# Candelaria (Valle del Cauca)
Pour les articles homonymes, voir Candelaria.
Candelaria est une municipalité située dans le département de Valle del Cauca, en Colombie.

## Personnalités
María Isabel Urrutia (1965-), championne olympique d'haltérophilie et femme politique colombienne.